# 斯蒂芬·霍利
斯蒂芬·阿兰·霍利（Steven Alan Hawley，1951年12月12日—）曾是一位美国国家航空航天局的宇航员，执行过STS-41-D、STS-61-C、STS-31、STS-82以及STS-93任务。